# 최익현
최익현(崔益鉉, 1833년 12월 5일~1907년 1월 1일(음력: 1906년 11월 17일)은 철종 치세 시절부터 고종 치세 시절까지 충청도 신창현감·호조참판·경기도 관찰사 등을 지낸 조선 말기와 대한제국의 정치인이며 독립운동가이자, 1905년 을사늑약에 저항한 대표적 의병장이었다.

## 주요 이력
본관은 경주이고, 초명은 최기남(崔奇男), 자(字)는 찬겸(贊謙), 아호(雅號)는 면암(勉菴)이다. 김기현과 이항로의 문하에서 수학하였으며, 노론 화서학파의 지도자이자 위정척사파의 중심 인물이었고, 흥선대원군의 월권행위를 비판하였다.
1855년 과거에 급제하여 관직에 올랐으며. 이후 여러 벼슬을 거쳐 동부승지, 참의, 돈녕부의 도정 등을 역임했고 안동 김씨 세도정치에 반대, 1863년 흥선대원군의 집권과 개혁 정책을 적극 지지했다. 그러나 1873년 음력 10월과 1874년 음력 11월, 이토록 두 차례씩 흥선대원군을 공격하여 끝내 실각시켰다. 그 뒤 의정부찬성 등을 역임하였다. 그는 고종 즉위 직후부터 나온 정도전, 남곤, 정인홍, 한효순, 윤휴, 이현일 등의 복권 여론을 친구 김평묵과 함께 여러 번 결사 반대하여 좌절시켰다.
1876년 강화도 조약 반대에서 가일층 부각되었다. 도끼를 메고 광화문에 나아가 올린 개항오불가(開港五不可)의 '병자척화소'(丙子斥和疏)를 올린 뒤부터는 개항 반대와 위정척사운동을 전개했고, 을사늑약 이후로는 항일 의병활동을 전개해 나갔다.
1905년 을사늑약 체결을 계기로 그는 공개적으로 의병을 모집하였다. 1906년 임병찬, 임락 등과 함께 전라북도 태인(泰仁)에서 거병하였으나, 곧 관군에게 패하여 체포되었고 대마도에 유배되었다. 유배 당일, 대마도주의 일본식 단발 요구에 대한 항의의 단식을 시작하였으나, 대마도주의 사과 및 왕명으로 단식을 중단을 하였다. 하지만, 3개월 뒤의 발병(풍증)과 단식 후유증으로 74세의 나이로 사망하였다. 그는 개화파를 반대하면서도, 흥선대원군의 월권행위와 남인, 북인 채용 정책에 적대적이었고, 고종의 황제 칭호 격상을 옳지 않게 여겼다. 사후 1928년 시호 없이 종묘 고종의 묘정에 배향되었다. 1962년 3월 1일 대한민국 건국공로훈장이 추서되었다.

## 생애

### 생애 초반
경기도 포천 출생으로, 화서 이항로의 제자이다. 1833년 12월 5일 경기도 포천군 내북면 가범리(嘉范里)에서 최대(崔岱)의 둘째 아들로 태어났다. 본관은 경주(慶州)이고 자는 찬겸(贊謙)이며 호는 면암(勉菴)이다. 타고난 자질이 뛰어나서 초명(初名)을 기남(奇男)이라고 하였다가 뒤에 익현으로 고쳤다. 최익현은 집안이 가난하여 4세때 단양(丹陽)으로 옮긴 것을 비롯하여 여러지방으로 옮겨다니며 살아야 했다. 14세때 부친의 명에 따라 성리학의 거두인 화서 이항로의 문인이 되어, 수학하였다.

### 수학과 소년기
14세 때 경기도 양근군 벽계(蘗溪)에 은퇴한 노론성리학의 거두 이항로의 문하에서 격몽요결, 대학장구(大學章句), 논어집주(論語集註) 등을 통해 성리학의 기본을 습득하였다. 이 과정에서 이항로의 '애군여부 우국여가(愛君如父 憂國如家)'의 정신, 즉 애국과 호국의 정신을 배웠다. 그는 이항로의 제자들 중에서도 수제자로 인정되었고, 나중에는 송시열과 송준길-권상하-한원진, 이간-이항로를 잇는 노론의 정통으로 간주되었다.
스승인 이항로로부터 우국애민(憂國愛民)적인 위정척사의 사상을 이어 받아 그것을 위국여가적(爲國如家的)인 충의사상과 존왕양이(尊王攘夷)의 춘추대의론으로 승화․발전시켜 자주적인 민족사상으로 체계화하였다. 23세 때에 명경과(明經科) 갑과(甲科)에 급제하여 관직생활을 시작하였으나 재임중 꾸준히 부정부패와 구국항일투쟁을 끊임없이 전개하였다. 그의 정치사상은 이항로 계열의 위정척사였으며 공맹(孔孟)의 왕도정치(王道政治) 구현을 이상으로 하였다.
화서는 최익현에게 '면암'(勉菴)이란 호를 지어 주고 '낙경민직'(洛敬민直)이란 글을 주면서 항상 학문을 권면하였다. 이로부터 최익현은 이항로의 학문을 전승받아 위정척사의 '구국부도'(救國扶道)의 의리를 구현시키고자 온 생애를 바쳤다. 이항로의 문하에서 그는 평생의 동지인 유인석, 김평묵 등을 만나게 된다. 1855년(철종 6년) 2월에 춘당대(春塘臺)에서 열린 강경(講經)에서 1등, 바로 생원시나 진사시를 거치지 않고도 그 해의 전시에 응시할 자격이 부여되었다.

### 관료 생활과 정치 활동

#### 과거 급제와 관료 생활
철종 재위 중인 1855년(철종 6) 과거에 급제하여 승문원정자(承文院正字)를 시작으로 순강원수봉관(順康園守奉官)이 되었으며 이후 성균관과 사헌부, 사간원 등에서 근무했다. 성균관전적(成均館典籍), 사헌부지평(司憲府持平), 사간원정언, 이조정랑(吏曺正郞), 신창현감(新昌縣監) 등 내외직을 두루 거치면서 강직과 선정(善政)으로 칭송되었다. 지방관·언관으로 재직시 불의와 부정을 척결해 강직성을 발휘하였다.
그는 언관 벼슬에 주로 있으면서 일찌감치 조선조 사림의 최대 미덕인 강직한 성품을 드러냈다. 안동 김씨 세도정치에 반대하다가 눈밖에 나는가 하면 1864년 흥선대원군의 집권과 개혁 정책을 적극 지지했다. 그러나 흥선대원군이 세도 가문 축출에서 벗어나 노론을 견제하기 위해 남인, 북인 등도 등용하자 그에게 비판적인 시각을 견지하게 된다. 왕권 강화를 위해 경복궁을 중건하는 흥선대원군의 정책을 반대하여 관직을 빼앗기기도 했다.
그 뒤 다시 내직으로 돌아와 성균관직강이 되었다가 사헌부장령을 거쳐 공조참의, 돈녕부도정 등의 관직을 두루 역임하고 1868년 올린 상소에서 경복궁 재건을 위한 대원군의 비정을 비판, 시정을 건의하였다. 흥선대원군에 대한 상소는 그의 강직성과 그가 표방한 민본주의 성향 우국애민정신의 발로이며 막혔던 언로를 연 계기가 되었다. 1870년(고종 7)에 승전을 지냈다.

#### 대원군 비판
스승인 이항로의 생존 시에 최익현은 스승 이항로가 대원군을 정치적으로 지지하였으므로 대원군에 대한 비판을 자제하였다. 그러나 이항로 사후에는 대원군에게 비판적으로 변하게 된다.
1868년(고종 5년) 경복궁 중건의 중지를 촉구하고, 부역에 동원되는 백성들의 생계 문제와 당백전 발행에 따르는 물가 인상과 재정의 파탄 등을 지적, 흥선대원군의 정책을 실정(失政)이라며 상소하였다. 그는 경복궁 중건의 대규모 공사에 많은 비용과 인력이 동원되어 인적, 물적 자원의 낭비가 심함을 들어 경복궁 중건을 반대하였다. 그해 사헌부장령에 제수되었으나 1868년 10월 다시 경복궁 중건을 무리한 토목공사라며 이를 중지할 것을 청하는 상소를 올렸다.
사간원사간 권종록이 이를 너무도 무례하다며 비판하였으나 오히려 고종은 그를 10월 20일을 기하여 돈녕부 도정(敦寧府 都正)으로 승진시켰다. 그러나 최익현은 10월 28일을 기한즉 직책 승진한지 8일만에 돈녕부 도정직을 사퇴한다. 그 뒤 흥선대원군이 서원철폐령을 내리자 대원군에 대해 더욱 적대적으로 변하였다. 1871년 상소를 올려 대원군의 만동묘(萬東廟)를 비롯한 서원들의 철폐는 존주대의와 면학분위기를 망치는 것이며 철폐령을 취소할 것을 건의하였다.

#### 대원군 축출에 협력
한편 시아버지 흥선대원군을 축출하고자 한 명성황후는 사람을 보내 그와 교섭하였다. 흥선대원군의 서원철폐령이 받아들여지지 않자 1873년(고종 10년) 10월 돈녕부도정으로 재직 중 계유상소(癸酉上疏)를 올려 고종이 성년이며 대원군이 섭정을 할 이유가 없음을 상소하였다. 이 상소를 계기로 대원군의 10년 집권이 무너지고 고종의 친정이 시작되었다. 이때 그의 상소에 민씨 일족과 고종이 적극 지지하였다. 어려서 아버지의 도움으로 즉위한 고종이 성인이 되면서 흥선대원군의 그늘에서 벗어나려는 움직임이 일었고, 여기에는 부인인 명성황후와 여흥 민씨 척족 세력들이 가담했다. 대원군을 비판했던 최익현은 승정원동부승지로 기용되어 반 흥선대원군파의 첨병에 서게된다.
동부승지로 기용되면서 그는 이어 조정 대신들이 일처리를 잘못하여 번잡하다는 것을 지적, 상소한다. 이에 의정부좌의정 강노와 우의정 한계원, 영돈녕부사 홍순목 등이 사직 상소를 올렸고, 삼사에서는 최익현을 규탄하였다. 그러나 고종은 그의 상소를 높이 사서 일약 호조참판에 제수하였다. 그러나 상소문이 무례하다는 비난이 빗발쳤고 대원군계 인사들은 그를 규탄했다.
영의정 이유원 등과 함께 종실 흥선대원군 독점 전횡 체제 비판 작전에 전격 합세를 한 그는 서원을 철폐한 흥선대원군의 정책을 맹렬히 비판하는 등 대원군을 공격하여 결국 실각시켰다. 이후 고종의 신임을 받아 가선대부로 승진, 돈녕부도정을 거쳐 호조참판에 제수되었다. 그러나 그와 영상 이유원이 공동 시행한 흥선대원군 하야 운동은 부자이간의 행위라며 대원군 계열 인사로부터 비판받았다. 그는 임금의 아버지를 비판했다는 이유로 돈녕부도정에 전임되었다가 ＜사호조참판겸진소회소 辭戶曹參判兼陳所懷疏＞를 올려 민씨 일족의 옹폐를 비난하자 상소의 내용이 과격, 방자하다는 이유로 11월 의금부에서 국문을 한 뒤, 다시 제주도에 위리안치되는 형벌을 받았으나 이는 실권을 잡은 민씨 세력의 형식적인 처벌이었다.

#### 윤휴, 이현일 복권 반대
1873년(고종 10) 이현일, 윤휴, 한효순, 목내선, 정인홍, 정도전 등을 복권해야 된다는 신원 상소가 올려졌다. 이에 최익현과 김평묵은 말도 안되는 소리라며 강하게 반발하였다. 그러나 정도전, 이현일, 윤휴 등을 복권해야 된다는 상소가 계속되자 최익현과 김평묵은 이를 막기 위해 줄기차게 노력하였다.
1873년(고종 10)부터 1876년까지 최익현과 김평묵 등은 상소 등을 통해 "이현일, 한효순, 목내선 등의 신원을 요구한 사람들을 추율(追律, 반역죄)로 처단해야 하며, 남인인 윤휴 이후로 우리 서인(노론)과 남인은 원수가 됐다. 만약 서양과의 조약이 성립된 후에 민암, 목내선, 이인좌, 정희량, 이현일의 후손들이 백성의 불인(不忍)한 마음을 이용하여 창을 들고 도성과 대궐을 침범한다면 올바른 선비들이 일망타진될 것이다"라고 주창하여 이들의 복권 여론을 끝까지 반대하여 무산시켰다. 그 뒤에도 최익현과 김평묵은 남인과 이인좌의 난 관련자들의 복권을 결사 반대하였다. 결국 윤휴, 이현일 등은 김평묵과 최익현이 모두 죽은 뒤 1907년(융희 2년)에 가서야 복권된다.

### 개항, 개화 반대 운동

#### 민씨 정권과의 갈등
최익현은 곧 외국과의 통상을 논의하기 시작한 민씨 정권과도 곧 마찰을 빚었다. 1876년 강화도조약 반대에서 가일층 부각되었다. 도끼를 메고 광화문에 나아가 개항을 해서는 안되는 다섯가지 이유를 적어 개항오불가(開港五不可)의 5조(條)로 된 '병자척화소'(丙子斥和疏)를 올렸다. 그는 그의 머리를 치고 가야 통상할 수 있다며 반대하였다. 척사소에서 그는 조약체결의 불가함을 역설하였다. 일제의 강압과 정부의 수교방침을 정면으로 반대하는 것으로 그 무렵 모든 개항반대상소 중에서도 가장 잘 지은 내용으로 손꼽힌다. 그러나 이 상소는 외면되었고, 그는 일본과의 통상 조약 체결을 극렬 반대하다가 이번에는 흑산도에 동성애자들과 4년간 위리안치된 것이다.
최익현이 반대한 개항 후의 사태는 개화, 주화파들의 주장과는 달리 근대문물을 앞세운 일제를 비롯한 열강의 침략으로 나타나 그의 예견은 적중한 것이었다. 특히 외국 자본의 침투와 경제적 진출은 농촌경제를 파탄으로 몰아갔고 그에 더하여 정치적, 군사적 침략이 강화되어 경향(京鄕)의 백성이 정부의 개화시책을 비판하는 속에서 위정척사의 배일운동이 정계의 주류를 이루게까지 되었다. 1879년 석방되어 고향으로 되돌아갔다.
이후로 통상 확대와 여러 외세의 유입이 계속되면서 최익현은 이에 결사 저항하는 위정척사론의 거두로 활동하게 된다.1894년 발생한 동학농민운동과 그해 친일 정권 성립과 함께 단행된 갑오개혁에 크게 반발했고, 이듬해 을미사변과 단발령을 계기로 의병을 조직했다가 체포되었다. 이 당시 그가 상소를 올리며 적은 “내 머리는 자를 수 있어도 머리카락은 자를 수 없다.”라는 말은 강제적 단발령에 목숨을 걸고 반발했던 당시 유학자들의 뜻을 함축한 표현이었다.

#### 갑오경장 반대 운동
최익현은 계속 서구 문물의 유입을 나라를 타락시키는 원인으로 규정, 척사운동에 앞장서 국민의 자주의식을 고조시키고 외세의존세력을 규탄하여 마지 않았다. 1894년의 갑오경장이 단행되자 외세의 내정 간섭은 부당하다며 성토하였다. 이어 단발령이 시행되자 '청토역복의제소'(請討逆復衣制疏)를 올려 외세의 내정간섭이라며 규탄하였다. 갑오경장과 을미개혁에 반발하여 각지에서 의병이 궐기하자 그는 고종으로부터 갑오, 을미년의 의병항전에서는 각처에서 봉기한 의병을 해산시키라는 선유위원(宣諭委員)에 임명되었으나, 그는 도리어 '진회대죄소'(陳懷待罪疏)를 올려 의병들을 "모두 충성과 의리를 앞세운 백성들"이라 일컬어 거의구국의 정당성을 밝혔다. 그리고 이들의 정당한 거병을 해산, 탄압할 이유가 없다며 항거하였다.
1895년 을미사변 때에도 각처에서 의병이 발생, 조정에서는 그에게 선유사의 직책을 내려 의병의 해산을 촉구하게 하였으나 해산 설득을 포기한다.

#### 단발령 반대 운동
1895년 12월 30일(음력 11월 15일) 단발령이 시행되자 '신체발부는 수지부모요 불감훼상'이라는 이유로 단발령에 반대할 것을 호소하였다. 최익현은 유림 거두들과 연명하여 단발령은 야만적인 행태라며 규탄했다.
그러나 당시 내부대신 유길준 등은 단발령을 단행하였다. 1896년 초, 유생들의 단발 반대 상소가 빗발쳤다. 이에 유길준은 유생들의 시위의 배후로 최익현의 체포를 지시한다. 유길준은 유생들의 단발에 앞서, 유림들과의 몸싸움도 불사하고 최익현 체포를 위한 순검 1개 부대를 보냈다. 그는 단발령 반대 여론을 주도하던 최익현을 경기도 포천군 영평에서 체포하여 투옥시켰다. 이후 유길준은 유생들에 대한 단발을 감행하다. 유길준은 직접 최익현에게 고시문을 보이면서 법령대로 단발을 강행하겠다 하자, 최익현은 "내 머리는 자를 수 있을지언정 머리털은 자를 수 없다."고 질타하며 몸부림쳤다. 유길준은 가위를 들고 와서 최익현의 머리카락을 삭발하려 했다. 그러나 그가 완강하게 몸부림쳐서 유길준의 삭발 기도는 실패하고 만다.

#### 독립협회, 만민공동회 비판
그는 독립협회, 만민공동회에 대해 정부의 대신들에게 부당한 압력을 행사할 가능성이 있다고 보았다. 어떤 무리들이 자신의 이익을 얻고자, 정부 관료에게 압력을 행사하거나 모함을 할 수 있다고 보았다. 그는 독립협회, 만민공동회를 민권당, 민권지당으로 규정하고 비판했다.
최익현은 1898년 12월 10일의 국내 현안에 대한 상소문 중 7번째 조항에 독립협회, 만민공동회 혁파를 건의했고, 이들을 변란을 조장하는 발판으로 규정했다. 최익현에 의하면 ''민당'을 혁파하여 변란의 발판을 막으소서. 신은 삼가 생각건대, 옛날에는 비방하는 것을 써놓는 나무와 진언(進言)할 때 치는 북이 있었으며, 조선본조(本朝)에 이르러서도 또한 유생들이 대궐문에 엎드리고 성균관(成均館) 유생들이 시위(示威)의 표시로 성균관을 비우고 나가버린 일이 있었으니, 진실로 백성들로 하여금 말을 하지 못하게 한 적은 없었습니다. 그러나 모두 한계가 있고 절제가 있어서, 차라리 정사에 대해 비방은 할지언정 대신을 협박해서 내쫓는 일은 없었으며, 차라리 소장을 올려 호소는 했을지언정 임금을 위협하는 일은 없었습니다.'라 하였다.
그는 독립협회, 만민공동회의 모임에 대해서도 '이른바 '민당'이라는 것은 시정(市井)의 무식한 무리들을 불러 모은 것으로서, 구차하게 패거리를 규합하고 임금에게 충성하고 나라를 사랑한다는 명분을 빌려서 대신(大臣)들을 멋대로 명하여 오라 가라 하고 임금을 지적하여 탓하며 나라의 정승을 능욕하였습니다. 밤낮으로 저들끼리 결탁하여 고함을 지르며 위엄을 보이고 생색을 내는 것이 굉장하여 그 기세가 무서울 정도입니다'라고 지적했다. 최익현은 집회가 폭력시위로 변질할 우려가 있다는 점도 같이 지적하였다.
그는 또 '더욱 심한 자 몇 사람을 다스리고 나머지는 법사(法司)로 하여금 해산시켜 보내도록 하며, 서둘러 정사와 형벌을 밝히고 교화를 힘껏 시행해서 백성들로 하여금 ‘임금이 과연 우리를 속이지 않고 진실한 마음과 실질적인 정사로 시종여일하는구나.’라고 분명히 알게 한다면, 무엇 때문에 백성들이 안정되지 않을까 근심하겠습니까'라 하였다. 최익현은 이권단체가 사사로이 이익을 챙기는데 정부 관리들에게 압력을 행사할 수 있다는 점과, 이권단체가 국민들의 눈과 귀를 가리고 속일수 있다고 보았다.
최익현은 1898년 12월 10일의 현안 상소의 7번째 조항에서, 고종에게 다른 이들을 시켜서 독립협회, 만민공동회를 해산할 것을 같이 진언한다. '지금 듣건대, 성상께서 분발하시고 큰 결단을 내리시어 모두 제거하신다고 하니, 진실로 더할 나위 없는 다행입니다. 그러나 그 뒤를 잘 처리하지 못하여 여러 사람의 마음을 복종시키지 못할까 두렵다'며 고종이 직접 독립협회, 만민공동회를 해산하지 말고, 다른 사람을 시켜서 악역으로 내세워 이들을 해산시킬 것을 강조했다.
백정 박성춘의 연설을 그는 못마땅히 여겨 패거리들의 작당으로 규정, 비판하였다.

### 대한제국 수립 이후
1898년(광무 1년) 궁내부특진관(宮內府特進官)에 제수되어 입궐하고, 이어 중추원의관(中樞院議官)을 거쳐 의정부찬정(贊政)이 되었다. 그해 경기도관찰사에 임명되었으나 사퇴하고 고향으로 내려가 후진교육에 진력하였다.
그는 학문 연구와 후학 양성을 통해 위정척사론의 전파를 추진했다. 세상이 혼란한 것은 인륜과 도덕이 땅에 떨어졌기 때문이라 굳게 확신하고 정론과 정학의 수호를 위해서 그는 교육의 중요성을 역설하였다. 그 뒤 러일전쟁의 발발과 일제의 군사적 국권침탈을 보고서는 '궐외대명소'(闕外待命疏)를 올려 외세의 척결과 국권수호의 방책을 역진하였다.
1904년 러일전쟁이 터지고 일본의 침략이 노골화되자 고종의 밀지를 받고 상경, 왕의 자문에 응하였고 일본으로부터의 차관(借款) 금지, 외국에 대한 의부심(倚附心) 금지 등을 상소하고, 한성부 거리에서 당시 내각 담당자들을 규탄, 이들의 파면과 처단을 강력히 요구하다가 두 차례나 일본 헌병들에 의해 향리로 압송당하였다.

## 을사늑약 반대 운동
1905년 을사늑약이 체결되었다. 그는 이를 늑약으로 간주, 반대 운동을 전개하였다. 최익현은 을사늑약의 늑결을 나라의 멸망으로 간주, 조약 체결 당사자 5명의 처단을 주장, '청토오적소'(請討五賊疏)와 '창의토적소'(倡義討賊疏)를 올려 불법 조약의 폐기, 취소와 의병항일전을 천명하였다. 또한 8도 사민(士民)에게 포고문을 발표하여 항일투쟁을 호소하였으며, 포고문과 신문을 통해 납세 거부, 철도 이용 안 하기, 일체의 일본상품 불매운동 등을 촉구하였다.
그러나 상소가 받아들여지지 않자 그는 충남 홍주의 유학자 민종식(閔宗植)이 구성한 의병진과 연대, 공동항쟁할 호남의병진의 편성으로 나타났다. 최익현은 1906년 1월에 충청남도 노성(魯城) 궐리사(闕里祠)에서 원근의 유림을 모아 강연을 열고 시국의 절박함을 알리며 일치 단결해서 국권회복에 동참해 줄 것을 촉구하였다. 이때의 모임에는 1896년 진주의병진에서 활약했던 경남 합천의 명유 애산(艾山) 정재규(鄭載圭)가 10여명의 지사들과 함께 참석하기도 하였다. 제천에서는 유인석 등도 거병하였다.
1906년 2월, 자신의 문하생이자 이미 독립하여 전북 태인의 종석산(鍾石山) 밑에 우거하며 후학을 양성하던 임병찬(林炳瓚)을 찾아가 구체적인 거사 계획을 수립하였다. 거사 장소는 태인의 무성서원(武城書院)으로 정한뒤, 최익현은 담양의 용추사(龍湫寺)로 내려가 기우만(奇宇萬), 이항선(李恒善), 장제세(張濟世), 조안국(趙安國) 등 호남의 명유지사 50여명을 소집, 이들과 회동하여 항전 방책을 논의하고 113명에 달하는 지사들의 연명부인 '동맹록(同盟錄)'을 작성하는 한편, 순천, 낙안(樂安), 흥양, 여수, 돌산, 광양, 장흥, 보성, 강진, 해남, 완도 등 호남 고을마다 격문을 보내 외세를 척결하고, 부패한 관료들을 처단할 목적으로 거병함을 밝히고 양심적인 지사들은 동참할 것을 촉구하였다. 한편 의병의 군율(軍律), 의복제도(衣服制度), 규칙(規則) 등을 작성하고, 임병찬이 주관이 되어 무기를 비롯한 각종 군비를 마련하였다.

### 의병 활동과 최후

#### 의병 봉기
1905년 을사조약 체결을 계기로 그는 공개적으로 의병을 모집하였다. 임병찬, 임락 등과 함께 전라북도 정읍에서 거병하였으나, 곧 관군에게 패하여 체포되었고 대마도에 유배된다. 1906년 6월 4일 아침 최익현은 최제학(崔濟學), 고석진(高石鎭) 등 문인 수십명을 거느리고 무성서원에 도착, 강회를 연 뒤 거사를 일으켰다. 그때 그는 비통한 눈물을 흘리면서 사생을 맹세하였다.
| “ | 왜적이 국권을 빼앗고, 적신이 죄약을 빚어냈다. 구신(舊臣)인 나는 이를 차마 그대로 둘 수 없어 역량을 헤아리지 않고 이제 대의를 만천하에 펴고자 한다. 승패는 예측할 수 없으나 우리 모두 한 마음으로 나라를 위해 죽음을 무릅쓴다면 반드시 하늘이 도울 것이다. | ” |

1906년 6월 4일 최익현의 호남의병진이 무성서원에서 거의한 당일에 태인 본읍으로 진군한 뒤 향교에서 잠시 유진할 때에 발표된 최익현의 <기일본정부서(奇日本政府書)>를 발표하였다.
| “ | 나라에 충성하고 사람을 사랑하는 것은 성(性)이라 하고 신의를 지키고 의리를 밝히는 것은 도(道)라고 한다. 사람으로 이 성이 없으면 반드시 죽고 나라에 이 도가 없으면 반드시 망한다. 이것은 다만 노생의 범담일 뿐만 아니라 또한 개화열국이라 할지라도 이것을 버리면 아마도 세계 안에 자립하지 못할 것이다. ...(중략)... 이제 우선 귀국(일본)이 신의를 저버린 죄를 논한 다음에 귀국이 반드시 망하게 되고 동양의 화가 그칠 때가 없게 되는 이유를 밝히고자 한다. | ” |

이어 그는 강화도 조약이 불법임을 선언하고, 강화도조약 체결 이래 조선에 대해 '기의배신'(棄義背信)한 일제의 죄상을 16가지로 나누어 조목조목 논술하여 한일 양국을 위해, 나아가서는 동양평화를 위해 일제의 각성을 촉구하였던 것이다.
그의 거병에 제자 문인들과 이날 모인 모든 회중(會衆)이 흔연히 사생을 맹세하니, 최익현은 죽음으로써 국가의 은혜를 갚을 것을 천명하였다. 그 즉시로 80여명이 대오를 편성한 뒤 태인 본읍을 향해 행군을 개시하였다.

#### 의병 전쟁
1906년 6월 중순 최익현 의병진이 태인 본읍으로 진군해 오자, 군수 손병호(孫秉浩)는 저항은 엄두도 못내고 도망쳤다. 따라서 의병은 무혈로 태인을 점령하였고, 최익현은 향교로 들어가 명륜당에 좌정하고 향장(鄕長)과 수서기(首書記)를 불러 관아의 무기를 접수하는 한편, 군사들을 모아 의병진의 전력을 강화시켰다. 태인읍을 출발한 의병진은 30여리를 행군, 당일 하오 정읍에 당도하였다. 이어 정읍군 관군과 대결, 결국 정읍군수 송종면(宋鍾冕)의 항복을 받은 의병진은 이곳에서 소총 등의 무기류와 병력을 확보한 다음 다시 행군, 30여 리 떨어진 내장사(內藏寺)로 들어갔다. 이때 흥덕(興德) 선비 고석진(高石鎭)이 김재구(金在龜), 강종회(姜鍾會) 등과 함께 전투력이 뛰어난 포군 30여명을 거느리고 합류하였다.
이튿날 아침 내장사 뜰에서 좌, 우익을 갈라 잠시 군사를 조련한 다음 30여 리를 행군, 지세가 험해 천연의 요새를 이루고 있던 구암사(龜岩寺)로 들어가 다시 진영을 정비하였다. 구암사에서 그날 밤을 지낸 의병진은 다음날 첫새벽에 빗속을 행군, 정오경에 순창읍으로 들어갔다. 많은 주민들과 이속들이 나와 의병들을 환영하였으며, 군수 이건용(李建鎔)은 최익현 앞에 나아가 항복했다. 이를 전후해서 채영찬(蔡永贊), 황균창(黃均昌), 김갑술(金甲述), 양윤숙(楊允淑) 등이 인근 각지에서 포군을 거느리고 합류해와 의병진의 전력은 더욱 강화되었다.
최익현은 여기서 의병진을 재정비하고 부서를 정해 임병찬을 참모장으로 하고 김기술(金箕述), 유종규(柳鍾奎), 강종회(姜鍾會), 이동주(李東柱), 이용길(李容吉), 손종궁(孫鍾弓), 정시해(鄭時海) 등을 부장으로 각기 임명, 전열을 가다듬었다. 이때 전주경무고문지부(全州警務顧問支部) 소속 경찰대가 의병을 진압하기 위해 출동하기도 하였으나 의병은 산골짝에서 이들을 일거에 격퇴시켰다. 그 후 의병진은 그곳 순창에서 하룻밤을 지낸 뒤인 6월 8일 남원으로 진출코자 행군, 정오 무렵 50여 리 떨어진 곡성에 당도, 일제 관공서를 철거하고 세전(稅錢), 양곡 등을 접수하였다. 그곳 군수 송진옥(宋振玉) 역시 의병진을 영접하였고, 또 주민들도 적극 협조해 왔다. 그러나, 남원에는 이미 의병의 공격에 대비, 방어태세가 견고하여 후일을 기약하고 이튿날 의병진은 다시 순창으로 회군하였다. 의병에 합세하려는 삼방(三坊)포군 1백여명이 구암사와 백양사(白羊寺)에 주둔하고 있다는 전갈도 왔기 때문이다.
순창군수 이건용이, 의병진이 곡성으로 진출한 틈을 타 전라북도 관찰사 한진창(韓鎭昌)에게 지원 요청을 하여 의병 '토벌' 계획을 수립하였다. 그러나, 이러한 음모를 탐지한 최익현은 이건용을 의리로 타일러 오히려 그를 의병진에 가담토록 해서 전부장(前部長)으로 삼아 모병업무를 관장케 하였다.
이처럼 최익현 의병진은 거의 후 태인, 정읍, 순창, 곡성 등 호남 각지를 행군하면서 무기와 군사를 모아 거의 초기에 80여명에 지나지 않던 병력이 이때에 와서는 9백여명에 달했고, 그중 상당수가 소총 등의 화기를 소지하게 되어 전력이 크게 증강되었다. 그러나, 그보다도 중요한 점은 호남 일대가 최익현 의병의 활동 이후 의기로 가득차 의병진의 사기가 한층 고조되어 있었다는 사실이다.
6월 11일 아침, 광주관찰사 이도재(李道宰)는 의병해산을 명하는 광무황제의 선유조칙과 관찰사 고시문을 최익현에게 보내와 의병의 해산을 종용하였다. 그러나 최익현은 이를 단호히 거절하였다. 그러나 한국 통감부의 괴뢰로 전락한 정부에서는 전라북도관찰사 한진창에게 전북지방 진위대를 동원해 의병을 해산시키라는 훈령을 내렸다. 한진창은 전주와 남원의 진위대를 출동시켜 6월 11일 순창 외곽을 봉쇄하여 읍의 북쪽인 금산(錦山)에는 전주진위대가, 동쪽인 대동산(大同山)에는 남원진위대가 각각 포진하여 읍내 관아의 객관(客館)을 중심으로 포진하고 있던 의병진을 압박해 왔던 것이다.
최익현은 처음에 이들이 일본군인줄 알고 즉시 전투태세에 돌입했었다. 그러나 얼마뒤 척후병의 보고로 이들이 일군이 아니라 동족인 진위대 군사임을 알고는 동족상잔의 비극을 피하기 위해 진위대측에 다음과 같은 간곡한 통첩을 보냈다.
| “ | 우리 의병은 왜적을 이 땅에서 몰아내고자 하는 목적으로 싸울 뿐 동족간의 살상은 원치 않는다. 진위대도 다같은 우리 동포일진대, 우리에게 겨눈 총구를 왜적에게로 돌려 우리와 함께 왜적을 토멸하도록 하자. 그리함으로써 후세에 조국을 배반했다는 오명을 씻을 수 있으리라. | ” |

그러나 전주진위대와 남원진위대는 최익현의 이와 같은 호소를 묵살한 채 오히려 의병진의 피전(避戰)자세를 역이용해 일제히 공격을 가해 왔다. 의병측은 이미 '동포끼리는 싸워서는 안된다'고 사생취의(捨生取義)를 결행, 응전없는 상태에서 맹공을 받게 되자 중군장 정시해가 전사하는 등 일시에 진영이 와해되고 말았다. 최익현은 주위를 돌아보며 "이곳이 내가 죽을 땅이다. 제군은 모두 떠나라"고 하며 지휘부가 있던 순창 객관 연청(椽廳)에 그대로 눌러 앉자, 그의 곁을 떠나지 않은 자가 22명이었다. 진위대는 의병측으로부터 아무런 저항이 없자 사격을 중지하고 지휘소를 에워싼채 그대로 밤을 지냈다.

#### 단식과 최후
1906년 6월 13일 조정으로부터 궁내부특진관에서 해임되었다. 6월 14일 끝까지 남아 있던 최익현 이하 임병찬, 고석진, 김기술, 문달환(文達煥), 임현주(林顯周), 유종규, 조우식(趙愚植), 조영선(趙泳善), 최제학, 나기덕(羅基德), 이용길, 유해용(柳海瑢) 등 13인의 의사들은 전주로 압송되었다. 이로써 최익현의 의병항전은 종말을 고하였다.
6월 말 최익현은 이들과 함께 다시 경성부로 압송되어 경성 주재 일본군사령부에 감금당하였다. 최익현 이하 13인의 의병장들은 여기서 그들의 심문과 회유를 받는 동안에도 일본의 조선 식민지화 음모의 죄상을 성토하였다. 2개월간 일본군사령부에 감금된 끝에 최익현과 임병찬은 그해 8월 하순 일본의 쓰시마섬 엄원(嚴原) 위수영(衛戍營)으로 압송되어 감금되었다. 그곳에는 홍주의병진의 유준근(柳濬根), 이식(李식) 등 의병 9인이 이미 함께 감금되어 있었다.
최익현은 일본 정부 측의 갖은 협박과 회유를 뿌리치고 단식에 돌입하였다. 최익현은 죽음이 임박해지자 임병찬에게《유소(遺疏)》를 구술, 다음과 같은 여한(餘恨)을 남겼다.
| “ | 신의 나이 75살이오니 죽어도 무엇이 애석하겠습니까. 다만 역적을 토벌하지 못하고 원수를 갚지 못하며, 국권을 회복하지 못하고 강토를 다시 찾지 못하여 4천년 화하정도가 더럽혀져도 부지하지 못하고, 삼천리 강토 선왕의 적자가 어육이 되어도 구원하지 못하였으니, 이것이 신이 죽더라고 눈을 감지 못하는 이유인 것입니다. | ” |

일본인들은 강제로 그의 입에 음식을 넣었으나 모두 뱉거나 입을 열지 않고 저항하였다. 1906년 10월경 그는 풍증이 발병하였다. 1907년 1월 1일 쓰시마섬 감옥에서 풍증과 단식 후유증으로 사망하였다.

### 시신의 운구와 장례식
최익현의 유해는 1월 5일 쓰시마에서 배편으로 경상남도 동래부 초량(草梁)에 닿았다. '춘추대의 일월고충'(春秋大義 日月孤忠) 8자의 만장(輓章)을 앞세운 그의 영구(靈柩)는 연도에 수많은 인파가 늘어서 애도하는 가운데 구포, 성주, 황간, 공주 등지를 거쳐 1월 20일 청양의 본가에 도착, 무동산(舞童山) 기슭에 묻혔다. 1907년 논산군 상월면의 국도변에 안장했다가 뒤에 예산군 관음리로 이장했다. 문집으로는 《면암집》, 면암속집 등이 있다.

## 사후
- 묘소 《최익현선생묘》는 충청남도 예산군 광시면 관음리에 있다. 1982년 8월 3일 충청남도의 기념물 제29호로 지정되었다.
- 최익현의 춘추대의비(春秋大義碑)는 조선총독부에 의해 땅에 묻혔다가 해방 후 충청남도 예산군 광시면 관음리 소재 묘소에 다시 세워졌다.[4]
- 시호 없이 1928년 이왕직에 의해 종묘 고종의 묘정에 배향되었다. 그러나 시호가 없다는 점이 문제가 되어 논란이 있었다.[5] 그러나 종묘에서 출향되지는 않았다.
- 대한민국 정부는 그의 공훈을 기려 1962년 3월 1일 건국훈장 대한민국장을 추서하였다.

## 저서
- 《면암집》
- 《면암속집》

## 사상과 신념
최익현의 위정척사론은 어디까지나 성리학을 바탕으로 하고 중화사상의 테두리 속에 머물러 있어 중국으로부터의 완전 이탈이나 성리학적 윤리질서의 개조란 용납될 수 없었다. 그러므로 그에게는 개화된 일본도, 금수시(禽獸視)하는 서구 각국과 다를 바 없었으며, 또한 그는 동학 농민 운동의 농민군과 동학도들을 도적이라 비판하였다. 그에 의하면 전통적 왕조 질서를 뒤흔들려는 동학(東學)도 '동비'(東匪)로밖에 간주되지 않았다.
고종 즉위 직후부터 나온 정도전, 남곤, 정인홍, 한효순, 윤휴, 이현일 등의 복권 여론이 나오면, 동문이자 친구 김평묵과 함께 번번히 결사 반대하여 좌절시켰다. 이들은 그가 죽은 직후인 1907년(융희 1) 순종 즉위 후 복권되었다.
또한 그는 대한제국의 수립을 반대하였다. 조선의 국왕이 대한제국(大韓帝國)의 '황제'(皇帝)로 격상되는 것을 옳게 여기지도 않았다.

### 평등사회를 반대한 이유
최익현은 평등 사상에 대해 반대하였다. 그가 평등사회를 반대한 이유는 부와 권력, 사회적 지위를 위해 서로 적나라하게 경쟁하는 천박한 평등사회가 될 가능성이 높다고 전망했다. 최익현은 보통 사람들이 모든 것을 차지하고 또 한국이 점차적으로 부, 권력, 사회적 지위를 위해 서로 적나라하게 경쟁하는 천박한 평등사회로 향해가고 있다는데 대해 깊은 우려를 나타내고 있었다.

### 의회 설치와 민권당 반대 이유
그는 독립협회를 민권당으로 보았다. 그가 민권당을 반대하는 이유로는 국회나 의회에서 민권당, 민권운동을 하는 무리들이 정부 고위층, 관료에게 압력을 주어, 자신들의 사사로운 이익을 챙길 것으로 내다보았다. 그가 국회, 의회를 반대하는 이유는 이런 특정한 무리들이 정부 관료들에게 압력을 행사하는 것을 그 이유로 들었다. 최익현은 '본인은 외국에는 소위 자유의원(自由議員)과 국민의 권리를 위한 민권당(民權黨) 또는 민권지당(民權之黨) 이 있으며, 국민이 그들의 지도자를 자발적으로 선출하는 실례가 있다고 들었다. 이들 정당원(黨人)들이 이미 그들의 정부 대신(大臣)들을 되풀이해서 협박하고 축출해낸 일이 여러번 있었은즉, 그들은 목적달성을 위해 그 어떤 일을 망설이겠는가? 이들 추종자들이 나라에 대한 진정한 충성심과 조국애를 지니고 있다고 가정할지라도 그들을 도리(道理) 로 생각할 때에 우리들은 그들이 자기네의 계획들을 지속하게끔 방치할 수 없다. '고 하였다.
최익현은 특정 세력이나 개인이 정부의 고위층에게 압력을 행사하거나 이권을 요구하거나 할 것을 내다보았다. 최익현은 '더군다나 그들은 아무렇게나 모여든 새들의 무리와 같고, 기율(紀律)없는 폭도들과 같다. 그들이 어떻게 국가를 통치하는 올바른 길을 알 수 있겠는가, 알고 있다고 하더라도, 협박한 그들의 죄는 어떻게 용서받을 수가 있겠는가?'라고 지적했다. 그는 이런 이권청탁이나 요구를 일종의 협박으로 보았다.
독립협회에 대해서는 상소문에 시정(市井)의 무식한 무리들을 불러 모은 것으로서, 구차하게 패거리를 규합하고 임금에게 충성하고 나라를 사랑한다는 명분을 빌려서 대신(大臣)들을 멋대로 명하여 오라 가라 하고 임금을 지적하여 탓하며 나라의 정승을 능욕한다고 비판하기도 했다. 백정 박성춘의 연설이 있자 패거리들의 작당이라며 이를 비판하였다.

### 대원군 월권행위 비판
그는 흥선대원군을 월권행위자로 보았다. 그가 흥선대원군을 부정적으로 본 이유는 서원철폐보다는 남인과 북인 당원을 채용하는 것이었다.
국왕의 생부로 집권해온 대원군의 강력정치와 월권행위를 비판, 대원군이 남인과 북인을 등용하는 것 역시 정사를 어지럽히는 행위라 보고 대원군 집권 명분의 정당성이 없음을 들어 탄핵, 실각시켰다. 이때 '봉명조양'(鳳鳴朝陽)이란 찬사를 받게 되었다. 그러나 그도 대원군 세력의 공격으로부터 보호하기 위해 한직으로 전임되었지만 한때 '왕실의 골육을 이간시킨' 죄목으로 2년간 제주도에 위리안치(圍籬安置)되기도 하였다.

### 단발령 반대
그는 갑오개혁과 단발령 당시 나라가 망하는 것이라며 저항하였다. '5백년 종사가 드디어 망하니 어찌 한번 싸우지 않겠는가' 또한 '살아서 원수의 노예가 되는 것이 어찌 충의(忠義)의 혼이 되는 것만 같겠는가'라며 갑오경장 등에 저항한다. 또한 단발령 당시 그는 '두가단(頭可斷)이나 발불가단(髮不可斷)'이라는 어록을 남기기도 했다.

### 농민군 출신에 대한 반감과 의심
의병활동을 하면서 최익현을 포함한 유생들은, 유생들과 농민들 사이의 협력에 대한 요구가 컸음에도 불구하고, 농민들에게 가졌던 적개심과 공포가 뒤섞인 업신여겨 보는 태도를 전혀 극복할 수 없었다. 최익현은 농민 출신들의 잔인함과 호전성, 살인, 도둑질, 무례함을 극도로 혐오하였다. 정재식은 이를 두고 '최익현은 '살인적이고 도둑질을 자행하는 농민 무리들 을 반대하며'라는 격렬한 글에서 보인, 16세기 독일의 "위험하고, 해로우며, 극악무도한 농민반란자들을" 남모르게 혹은 공공연하게 치고, 죽이고, 찌르라" 주장한 마틴 루터(Martin Luther)가 보였던 감정적인 반응과 비슷한 반응'이라 평하기도 했다.

## 기타
- 그는 그의 스승 이항로의 도덕적 원리를 실현하고자 하는 단호한 면모가 있었다.[8]

## 가계
- 장남 : 최영조(崔永朝)
- 차남 : 최영학(崔永學)
- 삼남 : 최영복(崔永福)
  - 현손 : 최창규(1937~ 前 서울대 정치학과 교수)

## 관련 문화재
- 최익현 초상 - 대한민국의 보물 제1510호, 국립제주박물관 소장
- 화순 춘산영당 최익현 초상 - 전라남도 유형문화재 제313호
- 최익현선생묘 - 충청남도 기념물 제29호
- 예산 최익현선생재실 - 충청남도 문화재자료 제415호
- 청양 모덕사 최익현 초상 - 충청남도 유형문화재 제231호
- 하동 운암리 최익현 영정 - 경상남도 문화재자료 제513호
- 곡성 오강사 최익현 초상 - 전라남도 문화재자료 제281호
- 채산사 - 경기도 기념물 제30호

## 사진

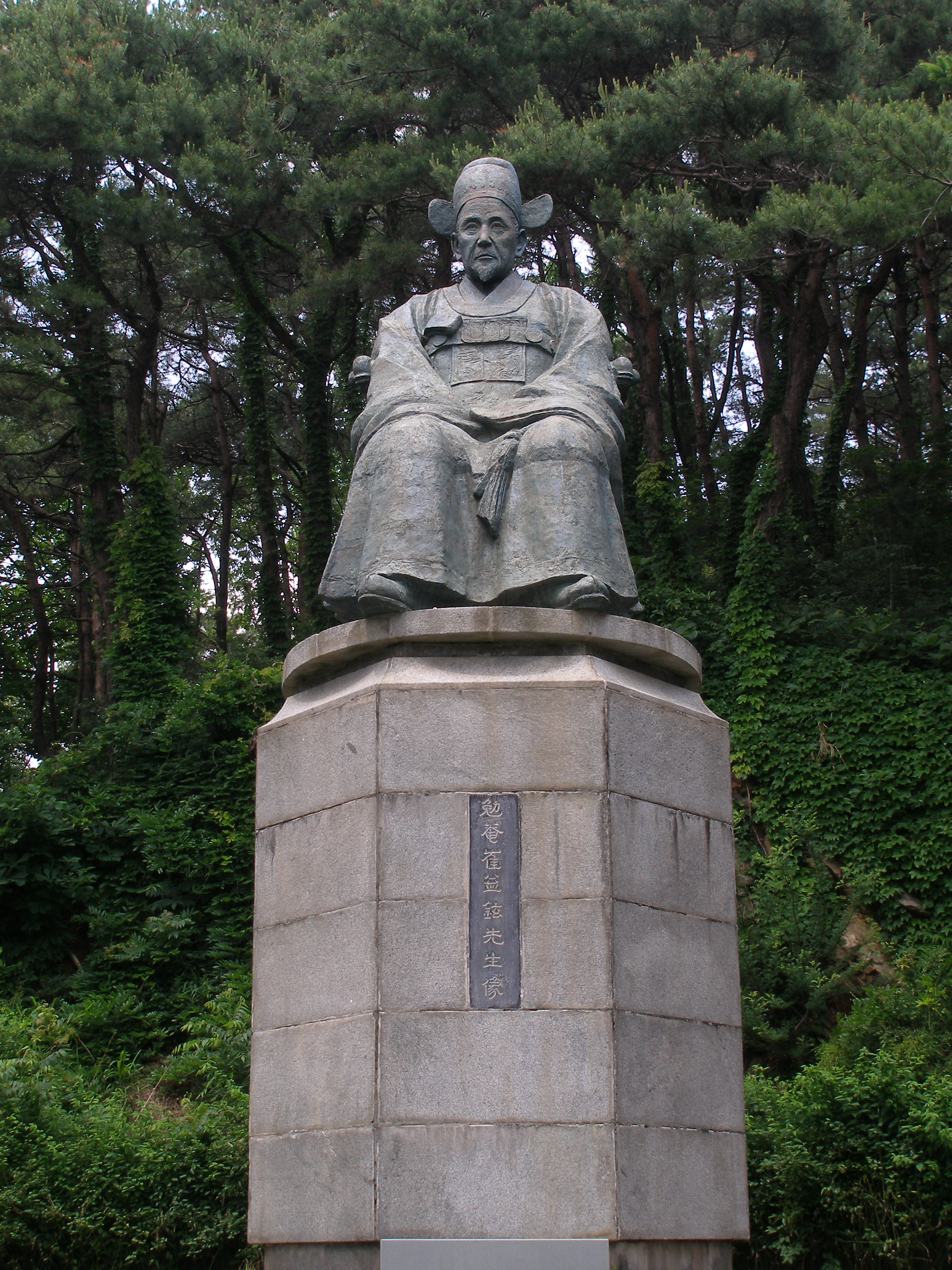
청양 칠갑광장에 있는 최익현의 동상

## 같이 보기
- 화서학파
- 위정척사파
- 쓰시마섬
- 유인석
- 이항로
- 고능선
- 김복한
- 임병찬
- 분류:반일 감정
- 명성황후
- 흥선대원군
- 독립유공자로 대한민국장을 수여받은 사람

## 최익현을 연기한 배우들
- 1982년, 이신재 - 《풍운》 , 드라마
- 1990년, 정승현 - 《대원군》 , 드라마
- 1995년, 박영목 - 《찬란한 여명》, 드라마
- 2001년, 이대로 - 《명성황후》, 드라마
- 2002년, 이순재 - 《너희가 나라를 아느냐》, 창사특집 4부작 드라마
- 2010년, 오현경 - 《너희가 나라를 아느냐》, 연극
- 2016년, 장희웅 - 《한설에 핀 매화》, 뮤지컬
- 2018년, 이호재 - 《미스터 션샤인》, 드라마 (모티브 고사홍)

## 참고 서적
- 최익현, 《면암집》(민족문화추진회, 1978)